# Buick Roadmaster (1936)
Buick Roadmaster – samochód osobowy produkowany pod amerykańską marką Buick w latach 1936–1958. Powstało siedem generacji tego modelu.

## Galeria

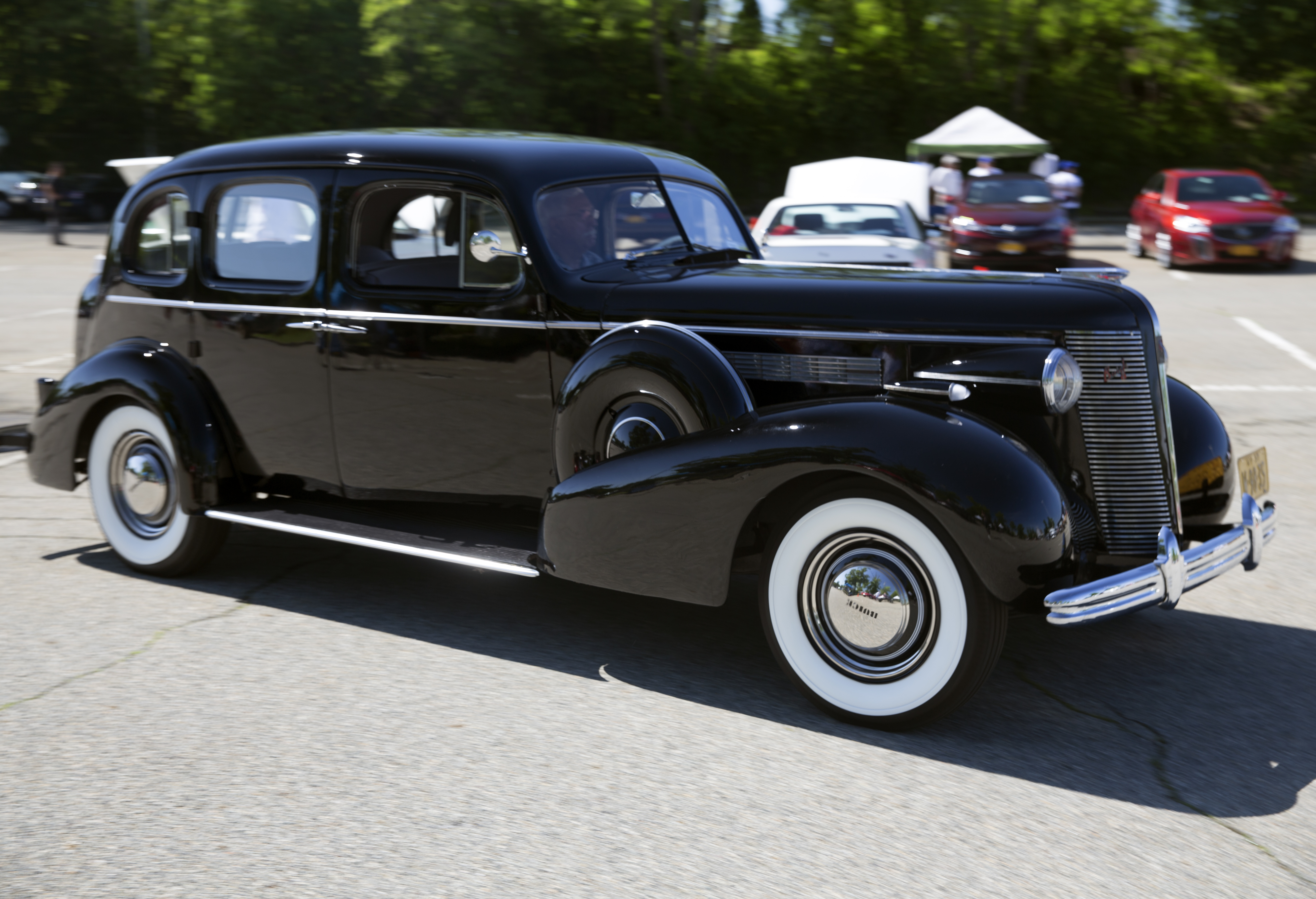
Buick Roadmaster I
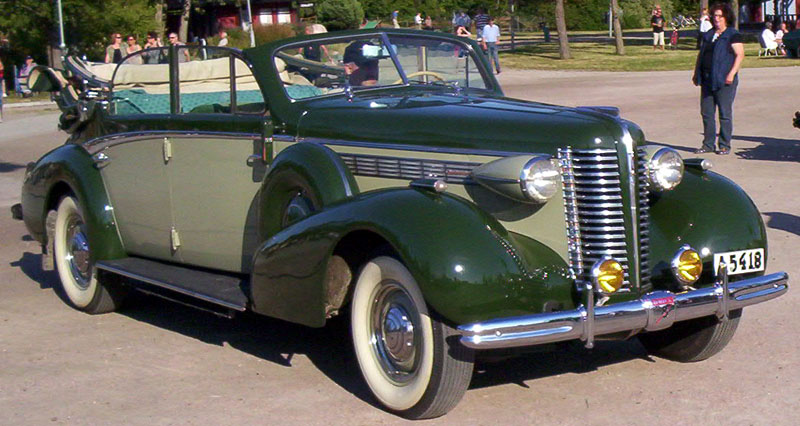
Buick Roadmaster II
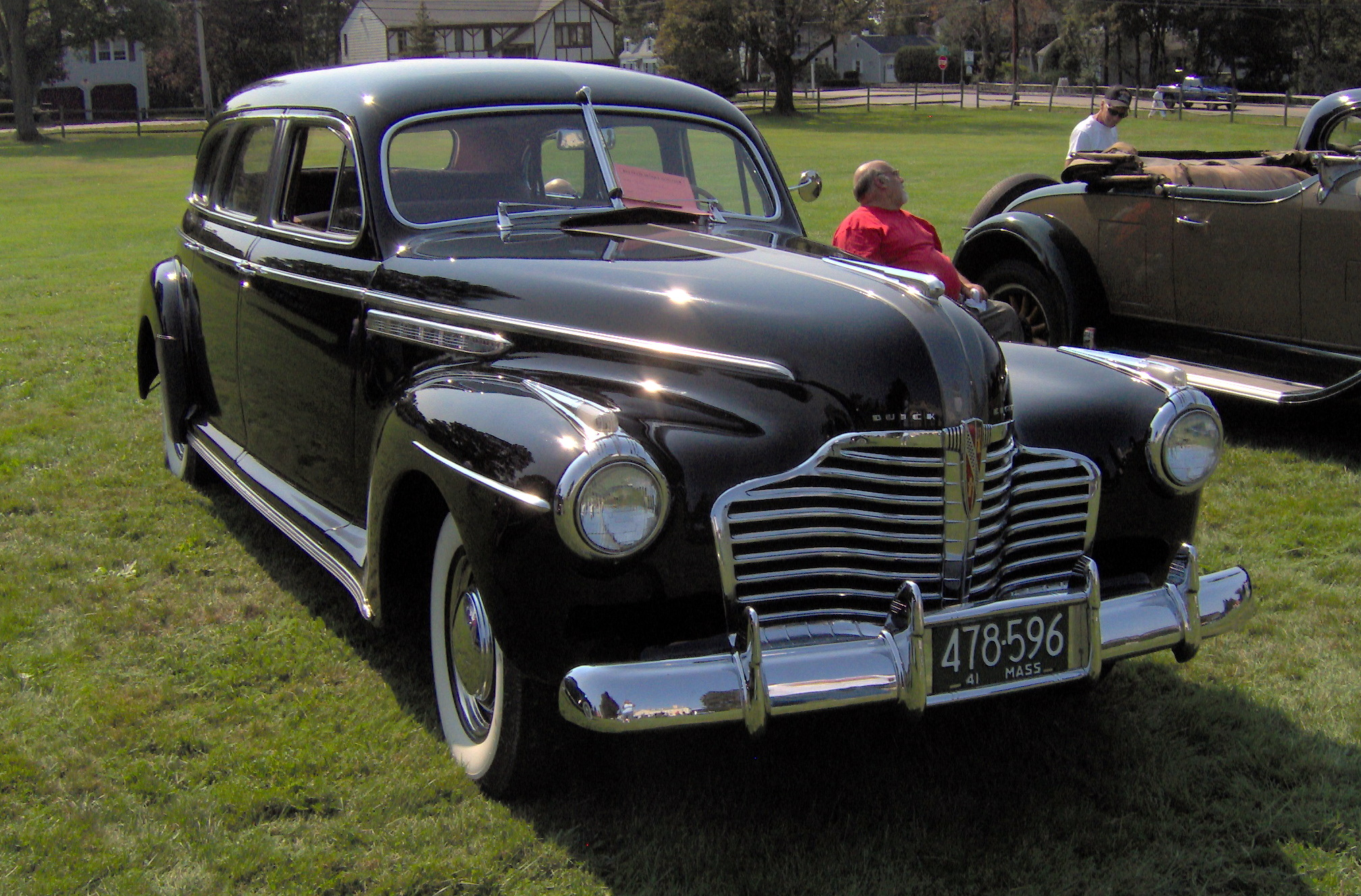
Buick Roadmaster III
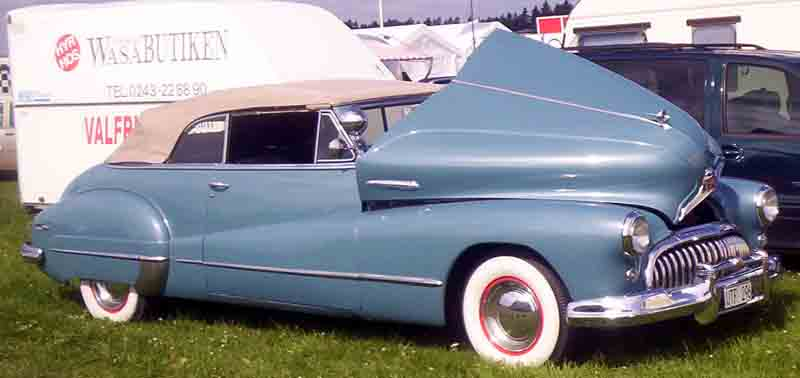
Buick Roadmaster IV
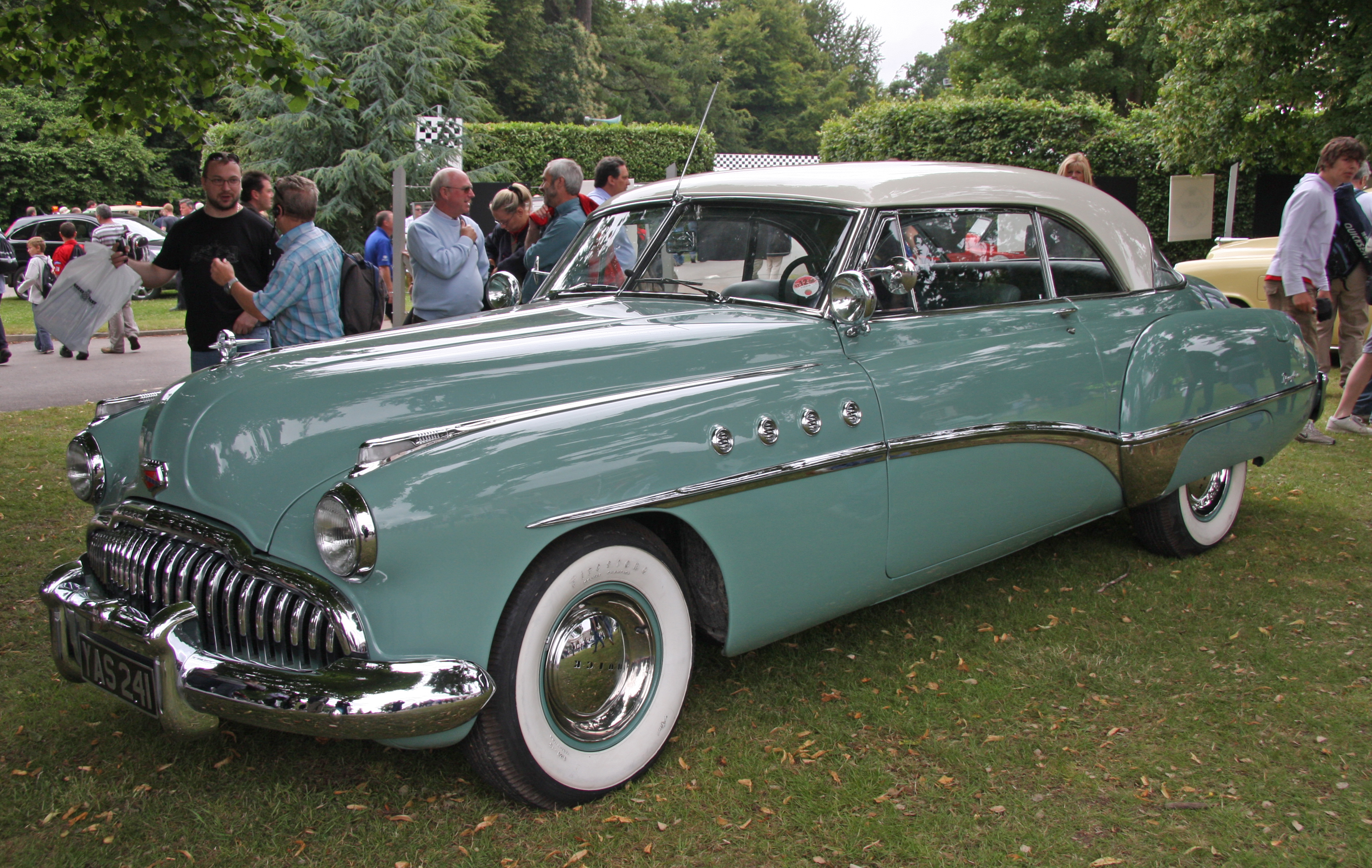
Buick Roadmaster V
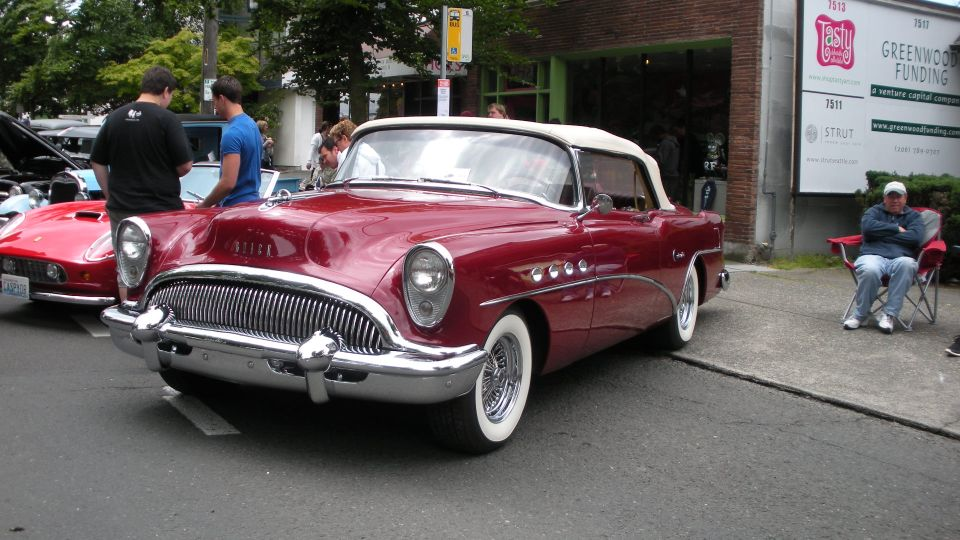
Buick Roadmaster VI
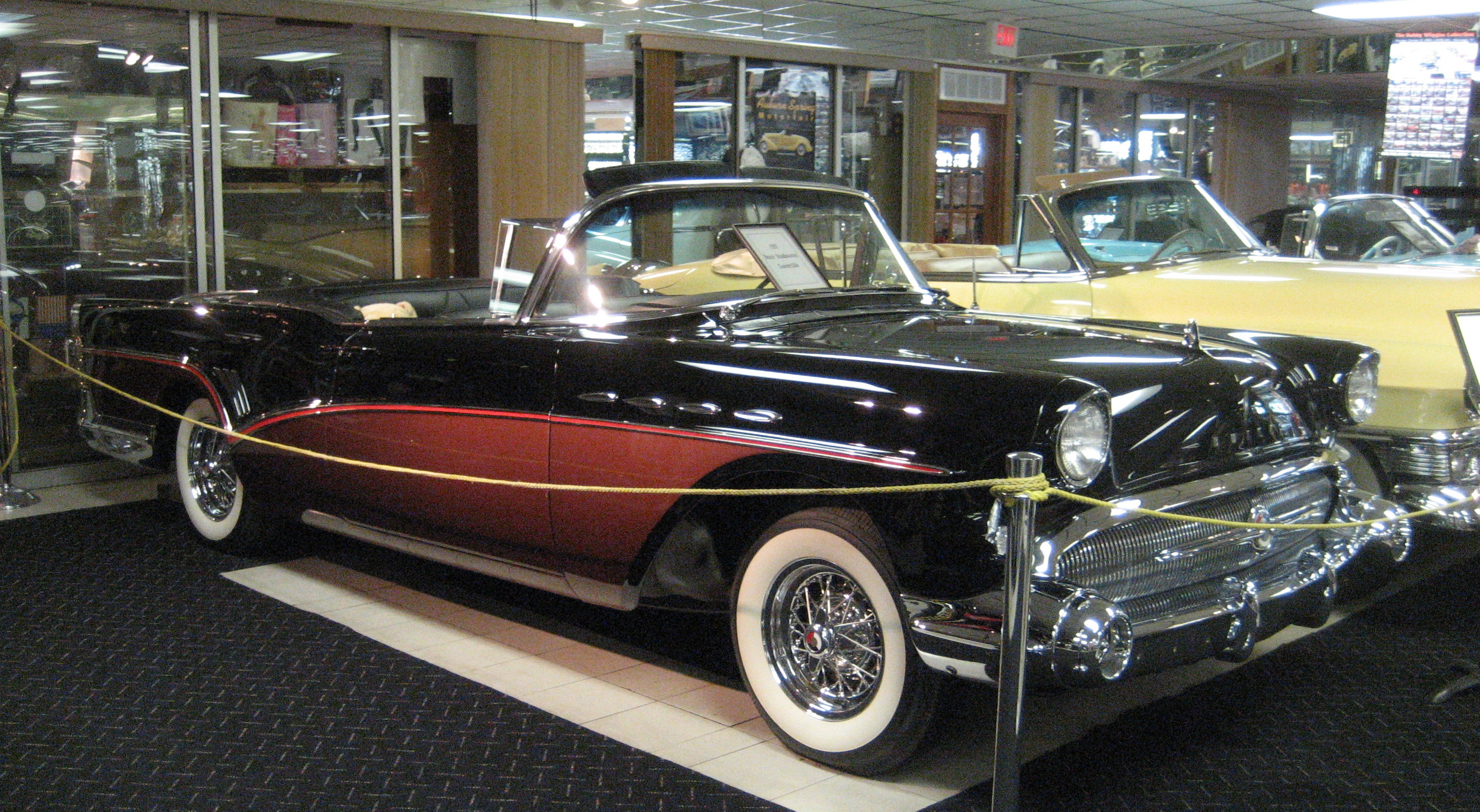
Buick Roadmaster VII